# Polixena de Hessen-Rheinfels-Rotenburg

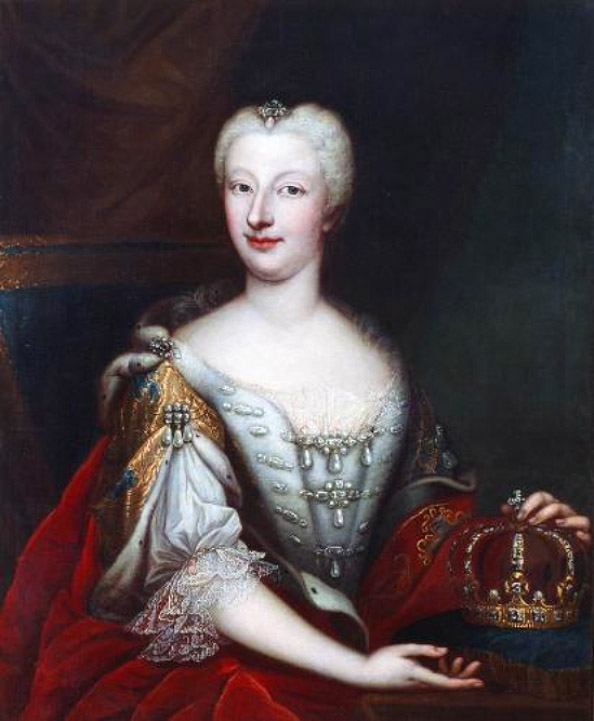
Polixena de Hessen-Rheinfels-Rotenburg

Polixena de Hessen-Rheinfels-Rotenburg (Polyxena Christina; Langenschwalbach, Hessen 1706 - Torí, Regne de Sardenya-Piemont 1735) fou una princesa de Hessen que va ser duquessa consort de Milà (1733-1735); duquessa consort de Savoia i reina consort de Sardenya-Piemont (1730-1735).

## Orígens familiars
Va néixer el 21 de setembre de 1706 a la ciutat de Langenschwalbach, població situada en aquells moments al Gran Ducat de Hessen i que avui en dia forma part de l'estat alemany de Hessen, sent filla d'Ernest-Leopold de Hessen-Rotenburg i Elionor de Löwenstein-Wertheim-Rochefort.

## Núpcies i descendents
Es casà el 23 de juliol de 1724 a la ciutat de Thonon-les-Bains amb el futur duc i rei Carles Manuel III de Sardenya. D'aquesta unió nasqueren:
- Víctor Amadeu III de Sardenya (1726-1796), duc de Savoia i rei de Sardenya
- Elionor de Savoia (1728-1781)
- Maria Lluïsa de Savoia (1729-d.1767), religiosa
- Maria Felicitat de Savoia (1730-1801)
- Manuel Filibert de Savoia (1731-1735), duc d'Aosta
- Carles Francesc de Savoia (1733), duc de Chablais

## Mort
Morí a la ciutat de Torí, capital del Regne de Sardenya-Piemont, el 13 de gener de 1735 a l'edat de 28 anys, sent enterrada a la Catedral de Sant Joan Baptista d'aquesta ciutat. L'any 1786 les seves restes foren traslladades a la Basílica de Superga.